# Рейснерова перепонка
Рейснерова перепонка (англ. Reissner's membrane), вестибулярная перепонка, вестибулярный барьер — перепонка внутри «улитки» внутреннего уха. Вместе с базилярной мембраной создает отделение улитки, наполненное эндолимфой, которая имеет важное значение для работы кортиева органа. В первую очередь оно действует как диффузионный барьер, позволяющий питательным веществам попасть из перилимфы в эндолимфу перепончатого лабиринта.
Гистологически перепонка состоит из двух слоев плоского эпителия, разделённых базальной пластинкой. Его структура предполагает функцию, заключающуюся в транспортировке жидкости и электролитов.
Рейснерова перепонка названа в честь немецкого анатома Эрнста Рейснера (нем. Ernst Reissner) (1824-1878).

## Дополнительные изображения
- Поперечное сечение канала улитки плода кошки.
- Floor of ductus cochlearis.
- Limbus laminæ spiralis and membrana basilaris.